# Lijiashan
Koordinaten: 24° 19′ 51″ N, 102° 42′ 15″ O
Lijiashan (chinesisch 李家山, Pinyin Lǐjiā Shān – „Lijia-Berg“) ist ein ca. hundert Meter hoher Berg in Jiangchuan in der chinesischen Provinz Yunnan und gleichzeitig der Name einer bedeutenden archäologischen Stätte der Dian-Kultur und des alten Königreiches Dian. Der Berg liegt am Xingyun-See, nur ca. 40 km von Shizhaishan entfernt.
In Lijiashan wurde eine Gräbergruppe der Dian-Kultur entdeckt, darunter der berühmte Bronzene Ritualtisch mit einem von einem Tiger angefallenen Rind (Niu hu tong an), das Meisterwerk der Bronzekultur von Lijiashan.
1972 wurden Ausgrabungen durchgeführt. Die 87 alten Gräber gehen auf die Zeit der Frühlings- und Herbstperiode bis Westlichen Han-Dynastie zurück.
Es wurden über 4.000 Grabbeigaben, darunter Bronzen, Jade und Steinartefakte ausgegraben, die von sehr hohem handwerklichen und künstlerischen Wert sind. Neben den Funden von Shizhaishan liefern sie wichtiges Material für die Erforschung der Geschichte des Volkes der Dian und seiner Kultur.
Die alten Gräber von Lijiashan stehen seit 2001 auf der Liste der Denkmäler der Volksrepublik China.

## Bronzewarenmuseum von Lijiashan
Das Bronzewarenmuseum von Lijiashan (Liajiashan qingtongqi bowuguan) liegt im Kreis Jiangchuan, ca. 110 km südlich von Kunming. Es wurde 1993 eröffnet und ist das erste chinesische Bronzewarenmuseum.

## Einige Grabbeigaben und ihre chinesischen Namen
- Niu hu tong an 牛虎铜案
- Jisi zhubeiqi 祭祀贮贝器